# Municipio de Platte (condado de Taylor)
El municipio de Platte (en inglés: Platte Township) es un municipio ubicado en el condado de Taylor en el estado estadounidense de Iowa. En el año 2010 tenía una población de 1581 habitantes y una densidad poblacional de 17,01 personas por km².

## Geografía
El municipio de Platte se encuentra ubicado en las coordenadas 40°51′20″N 94°31′54″O / 40.85556, -94.53167. Según la Oficina del Censo de los Estados Unidos, el municipio tiene una superficie total de 92.95 km², de la cual 92,52 km² corresponden a tierra firme y (0,47 %) 0,44 km² es agua.

## Demografía
Según el censo de 2010, había 1581 personas residiendo en el municipio de Platte. La densidad de población era de 17,01 hab./km². De los 1581 habitantes, el municipio de Platte estaba compuesto por el 91,14 % blancos, el 0,32 % eran afroamericanos, el 0,19 % eran amerindios, el 0,38 % eran asiáticos, el 6,89 % eran de otras razas y el 1,08 % eran de una mezcla de razas. Del total de la población el 18,47 % eran hispanos o latinos de cualquier raza.